# Yaacov Terner
Pour les articles homonymes, voir Terner.
Yaacov Terner, né le 27 février 1935 à Kfar Yona et mort le 27 octobre 2024, est un militaire et homme politique israélien, exerçant les fonctions de maire de Beer-Sheva de 1998 à 2008.

## Biographie
Yaacov Terner s'engage dans Tsahal (les Forces de Défense d'Israël) en 1953, les quittant en 1985 avec le grade de général de brigade.

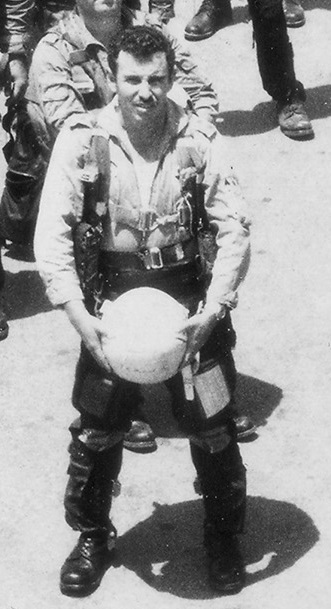
Yaakov Turner en mai 1973.

Lors de la guerre du Kippour en octobre 1973, il est aux commandes d'un McDonnell Douglas F-4 Phantom II, après avoir commandé un escadron de combat lors de la guerre des Six Jours en 1967 et dans la guerre d'usure qui suivit en 1968-1970.
Après avoir quitté l'armée israélienne, il entre dans les forces de police de l'État d'Israël.
Yaacov Terner est élu maire de Beer-Sheva en 1998, réélu en octobre 2003 et largement battu en novembre 2008 par Rubik Danilovitch (60 % contre 30 %).